# Dananananaykroyd
Dananananaykroyd est un groupe de rock écossais, fight-pop' et hardcore, formé à Glasgow en 2006 et séparé en septembre 2011.

## Membres
- Duncan Robertson - Guitare
- David Roy - Guitare
- Calum Gunn - Voix
- John Baillie Junior - Voix
- Paul Carlin - Batterie (musique)
- Ryan McGinness - Guitare basse

Anciens membres :
- Giles Bailey - Voix
- James Hamilton - Batterie (musique)
- Laura Donaghey - Guitare basse

## Discographie
Singles :
- 2006 : Totally Bone
- 2006 : Some Dresses
- 2009 : Black Wax
- 2008 : Pink Sabbath

Album :
- 2009 : Hey Everyone
- 2011 : There Is A Way